# Sågebackens skjutfält

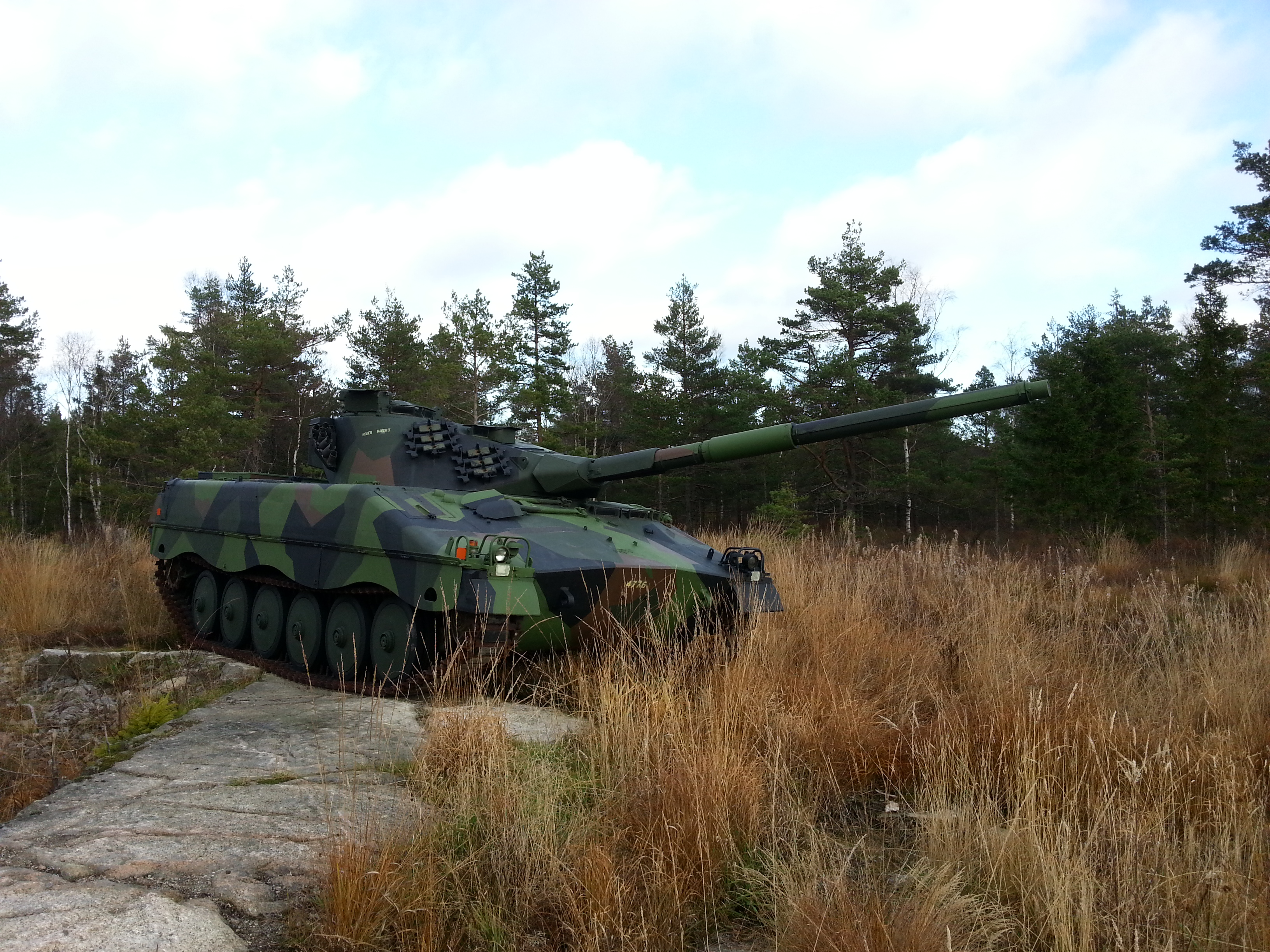
Infanterikanonvagn 91, vagn 4776 som gate guardian vid Sågebackens skjutfält.

Sågebackens skjutfält är ett militärt skjutfält beläget cirka 5 km norr om Uddevalla i Västra Götalands län.

## Historik
Under 1970-talet blev Bohusläns regemente i behov av ny pansarvärnsskjutbana, då den dåvarande pansarvärnsskjutbanan på Bulid ansågs ligga för nära centralortens bebyggelse. En ny pansarvärnsskjutbana var av stor vikt, då regementet utbildade just uppträdande och strid mot pansarförband, där skarpskjutning främst med pansarvärnsvapen var en viktig del av den grund- och repetitionsutbildning av värnpliktiga som Bohusläns regemente för vid sina två infanteribrigader. Försvarsutskottet och regeringen pekade ut Sågebackenområdet, beläget ca en mil från regementets kasernetablissement, som ansågs vara väl lämpat för en pansarvärnsskjutbana om ca 800 x 200 meter, vilket med riskområde utgjorde cirka 1.500 hektar. År 1974 beslutade riksdagen om att köpa den mark som kom att utgöra Sågebackens skjutfält. Skjutfältet fick sitt första miljötillstånd den 8 november 1985 och kom tillsammans med Bulids skjutfält att utgöra övnings- och skjutfält till Bohusläns regemente. Efter att Bohusläns regemente avvecklades kom skjutfältet att användas av övriga förband ur Försvarsmakten i Västsverige. Bland annat Älvsborgs amfibieregemente (Amf 4) och Bohusdalgruppen ur Hemvärnet. Från och med 2005 används fältet främst av de kvarvarande amfibieenheterna ur Första amfibieregementet (Amf 1) samt Skaraborgs regemente. Sedan 2020 inkluderas även Bulids skjutfält i Sågebackens skjutfält. Den 13 april 2021 invigdes en ny skjutbana med skjutavstånd på mellan 30 och 300 meter på skjutfältet. Major Said Carlsson invigde skjutbanan genom att invigningsskjuta på banan.

## Händelser
Den 24 januari 2004 blev ett hus beläget cirka fyra kilometer i skjutriktningen från skjutplatsen träffad av en projektil från en tung kulspruta med en kaliber på 12,7 millimeter. Den kraftiga projektilen hade gått rakt igenom ytterväggen och kaklet på insidan innan den till slut landade på köksgolvet. Inga personer kom till skada.[källa behövs]
Den 23 april 2022 bröt en omfattande brand ut på skjutfältet och räddningstjänsten fick understöd med släckningen av två Vattenbombare från Myndigheten för samhällsskydd och beredskap.

## Monument och minnesmärken
I början av oktober 2012 plockade Försvarsmakten bort den pansarbandvagn 301 som sedan 1970-talet stått som monumentvagn vid infarten till Bulids skjutfält. Det för att transportera den till Skövde, för att där plocka reservdelar från den. I folkmun kallade den för pansarvagnen och var ett klassiskt landmärke i Uddevalla. Som ersättning kom istället en infanterikanonvagn 91 ställas upp som monumentvagn, dock på Sågebackens skjutfält.